# Iglesiarrubia
Iglesiarrubia ist ein Ort und eine nordspanische Landgemeinde (municipio) mit 45 Einwohnern (Stand: 2024) im Zentrum der Provinz Burgos in der Autonomen Gemeinschaft Kastilien-León.

## Lage und Klima
Iglesiarrubia liegt in der kastilischen Hochebene (meseta) etwa 44 km (Fahrtstrecke) südsüdöstlich von Burgos in einer Höhe von ca. 880 m. 

## Bevölkerungsentwicklung
| Jahr      | 1970 | 1981 | 1991 | 2001 | 2011 | 2021 |
| Einwohner | 146  | 72   | 78   | 63   | 49   | 43   |

## Sehenswürdigkeiten
- Kirche